# Polo

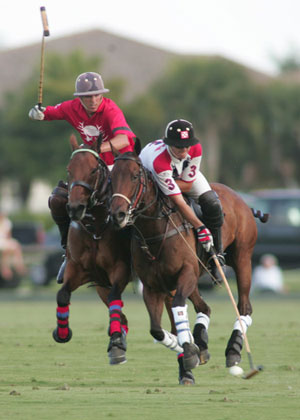
Những người chơi polo

Polo hay còn gọi là Mã cầu (tiếng Ba Tư: چوگان, chowgan, tiếng Trung: 馬球, mǎqiú) là một môn thể thao đồng đội. Trong môn này, người chơi ngồi trên lưng ngựa và có nhiệm vụ ghi bàn để giành chiến thắng trước đội đối phương. Người chơi ghi bàn bằng cách dùng một cái vồ có cán dài điều khiển một quả bóng bằng nhựa trắng hoặc bằng gỗ vào cầu môn đối phương. Polo truyền thống được chơi ở tốc độ cao, trên một sân cỏ rộng hình chữ nhật, dài 300 yard, rộng 160 yard. Mỗi đội bao gồm 4 người chơi cưỡi trên bốn con ngựa. Polo trên sân (field polo) được chơi với một quả bóng bằng nhựa cứng thay vì bằng gỗ. Polo chơi trong đấu trường (arena polo) chỉ có ba người chơi mỗi đội, thường là để diễn tập hoặc chỉ là nhưng trận đấu ngắn ở tốc độ thấp hơn do không gian hạn chế của đấu trường; quả bóng được dùng trong thể loại này là một quả bóng nhỏ bơm hơi, tương tụ một quả bóng đá nhỏ. Một trận polo hiện đại kéo dài khoảng 2 giờ và được chia thành những khoảng thời gian gọi là "chukka" (dài 7 phút rưỡi). Polo được chơi chuyên nghiệp ở 16 quốc gia.

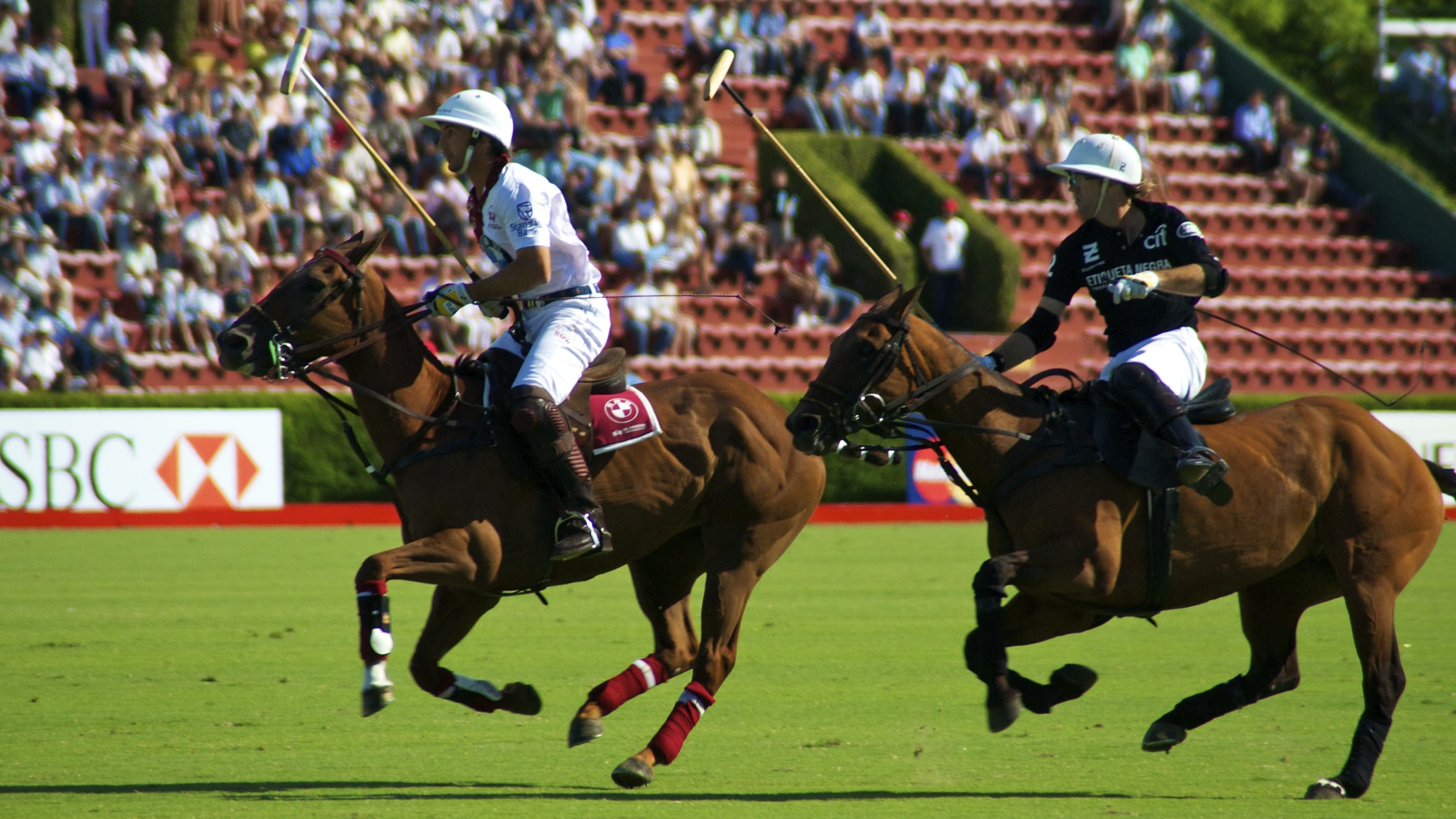
Polo Championship tại Argentina

Polo nhiều khi được coi là môn thể thao quý tộc, "The Sport of Kings". Người Ba Tư chơi môn này đầu tiên và nó rất phổ biến ở Iran cho đến năm 1979, sau đó do cuộc Cách mạng Hồi giáo mà tính phổ biến của nó ở đây đã giảm đi nhiều.
Trong quá khứ, polo từng là một môn thể thao Olympic.